# Restio vallis-simius
Restio vallis-simius är en gräsväxtart som beskrevs av Hans Peter Linder. Restio vallis-simius ingår i släktet Restio och familjen Restionaceae. Inga underarter finns listade i Catalogue of Life.